# Вокіна (Флорида)
Вокіна (англ. Waukeenah) — переписна місцевість (CDP) в США, в окрузі Джефферсон штату Флорида. Населення — 259 осіб (2020).

## Географія
Вокіна розташована за координатами 30°23′44″ пн. ш. 83°58′32″ зх. д. / 30.39556° пн. ш. 83.97556° зх. д. (30.395482, -83.975520).  За даними Бюро перепису населення США в 2010 році переписна місцевість мала площу 8,35 км², з яких 8,18 км² — суходіл та 0,17 км² — водойми.

## Демографія
Згідно з переписом 2010 року, у переписній місцевості мешкали 272 особи в 102 домогосподарствах у складі 76 родин. Густота населення становила 33 особи/км².  Було 118 помешкань (14/км²).
Расовий склад населення:
| - 72,4 % — білих - 26,5 % — чорних або афроамериканців - 0,7 % — вихідців з тихоокеанських островів |

До двох чи більше рас належало 0,4 %. Частка іспаномовних становила 1,1 % від усіх жителів.
За віковим діапазоном населення розподілялося таким чином: 25,4 % — особи молодші 18 років, 61,0 % — особи у віці 18—64 років, 13,6 % — особи у віці 65 років та старші. Медіана віку мешканця становила 39,1 року. На 100 осіб жіночої статі у переписній місцевості припадало 94,3 чоловіків;  на 100 жінок у віці від 18 років та старших — 95,2 чоловіків також старших 18 років.
За межею бідності перебувало 30,4 % осіб, у тому числі 68,2 % дітей у віці до 18 років та 0,0 % осіб у віці 65 років та старших.
Цивільне працевлаштоване населення становило 59 осіб. Основні галузі зайнятості: роздрібна торгівля — 16,9 %, фінанси, страхування та нерухомість — 16,9 %, освіта, охорона здоров'я та соціальна допомога — 15,3 %.